# Carlo Ruggiero
Carlo Ruggiero (Foggia, 18 maggio 1908 – 4 marzo 1976) è stato un politico italiano.

## Biografia
Iscritto al Partito Socialista, di professione avvocato, il 25 giugno 1946 viene eletto come rappresentante alla Costituente. Nel 1947 aderisce, a seguito della scissione di Palazzo Barberini, al Partito Socialista dei Lavoratori Italiani.